# Nicolau Vergueiro
Nicolau Vergueiro é um município brasileiro do estado do Rio Grande do Sul. Foi nomeada em homenagem ao médico e político Nicolau de Araújo Vergueiro.

## História
Em meados do ano de 1920, estabeleceu-se na região o primeiro casal de colonizadores, Pedro e Maria Souza, os quais conheciam o local pelo nome de “Pinhal Fechado”, pela grande quantidade de pinheiros que existiam no local na época.  Quando estes chegaram, logo trocaram a localidade de nome pois havia uma sanga, na qual formava-se um passo, não havendo ponte, e que eles denominaram de “Arroio dos Portes”. Este nome foi tão sugestivo, que até antes de ser designado distrito de Marau, em 3 de junho de 1961, era conhecido por este nome.
Em 1961, quando “Arroio dos Portes”, se torna distrito de Marau, lei assinada pelo então prefeito Elpídio Fialho, compreendida como distrito, para saber onde ficaria sua sede, em Arroio dos Portes ou Colônia Gobbi, e então quem vencesse o plebiscito ficaria designada sua sede. Sendo assim “Arroio dos Portes” acabou vencendo e recebendo por sua vez o atual nome de Nicolau Vergueiro, em concordância ao compromisso firmado na época.
O sugestivo e atual nome surgiu em homenagem a Nicolau de Araújo Vergueiro, nascido em Passo Fundo, no dia 07 de março de 1822. Em 1900, Nicolau de Araújo Vergueiro iniciou seus estudos como médico e farmacêutico em Porto Alegre, vindo a se formar no curso de Farmácia em 1903, e formou-se em Medicina no ano de 1905. Seguidamente estabeleceu sua clínica em Passo Fundo, tendo destaque por ser um médico competente e humanitário. Por mais de vinte anos exerceu seu papel como médico no município gratuitamente.
Em 1908, Nicolau de Araújo Vergueiro destacou-se também na carreira política, logo se elegendo deputado estadual, seguidamente com a vitória como deputado federal pelo Rio Grande do Sul despontando assim com grandes feitos para os municípios os quais tinha grande estima, conseguindo importantes verbas que foram destinadas a hospitais e entidades assistenciais e várias outras obras.
O novo município de Nicolau Vergueiro, foi criado pelo decreto lei nº 9544, de 20 de Março de 1992, de acordo com o dispositivo no Artigo 82 inciso IV, da constituição do estado do Rio Grande do Sul, no governo de Alceu de Deus Collares, no qual seria distrito pertencente ao município de Marau.

Em 10 de novembro de 1991, houve um plebiscito para emancipação política de Nicolau Vergueiro, quando mais de 80% dos votos foram favoráveis ao sim. Enfim, por unanimidade foi feito um consenso político partidário para concorrer a chapa majoritária do primeiro executivo a assumir o poder. Foi eleito o Sérgio Sadi Muskopf, como prefeito pelo PMDB, e Delonei Carlos Perin, como vice-prefeito pelo PDS, que assumiram as suas denominadas funções em 1° de janeiro de 1993.